# 2. česká hokejová liga 2017/2018
Sezóna 2017/18 byla 25. ročníkem 2. české hokejové ligy. Z minulého ročníku WSM Ligy sestoupilo po šesti letech do soutěže družstvo HC Most a místo něho postoupilo mužstvo VHK ROBE Vsetín, zatímco z krajského přeboru se do ligy probojoval HC Rodos Dvůr Králové nad Labem.

## Systém soutěže

### Základní část
Soutěže se účastnilo 28 celků rozdělených do tří skupin, přičemž skupina západ měla 11 týmů, střed 10 týmů a východ 7 týmů. Celky se mezi sebou v rámci skupiny západ a střed utkaly čtyřkolově každý s každým - celkem 40, resp. 36 kol a ve skupině východ sedmikolově každý s každým - celkem 42 kol.

### Play off
Do play off postoupila ze skupin západ a střed nejlepší osmička týmů. V prvním kole play off se hrálo v rámci skupiny na tři vítězné zápasy. Další fáze play off skupin západ a střed byly společné pro obě skupiny, čtvrtfinále a semifinále společného play off skupin západ a střed se hrálo také na tři vítězné zápasy. Vítězové semifinále postoupili do kvalifikace o 1. ligu. Ve skupině východ postoupily první dva týmy po základní části rovnou do semifinále, třetí až šestý tým hrál předkolo play off. Vítěz finále skupiny východ postoupil do kvalifikace o 1. ligu.

### Kvalifikace o 1. ligu
Vítězné týmy semifinále společného play off skupin západ a střed a vítěz finále play off skupiny východ se v rámci kvalifikační skupiny o 1. ligu utkal dvoukolově každý s každým (celkem 4 kola) o jedno postupové místo do 1. ligy.

### Skupina o udržení
Nejhorší týmy každé skupiny měly hrát skupinu o udržení ve 2. lize dvoukolově každý s každým - celkem 4 kola, nejhorší klub měl sestoupit do krajského přeboru. Po odstoupení týmu HC Most ze soutěže se skupina o udržení nehrála.

## Zajímavosti
Před začátkem soutěže prodaly licenci týmy HC Technika Brno do HC Letci Letňany a tým HC Klášterec nad Ohří do HC Baník Sokolov, který tak zachránil od plánovaného sestupu do krajského přeboru. Z ligy odstoupil tým KLH Vajgar Jindřichův Hradec.
HC RT Torax Poruba oznámil před začátkem soutěže, že má zájem hrát polskou nejvyšší soutěž. V případě, že by byl klub do ligy přijat, měla být druholigová licence zapůjčena do nedaleké Karviné, kde by vznikl B-tým Poruby. 19. června 2017 rozhodl Polský svaz o nepřijetí ostravského týmu do soutěže, hlasování majitelů klubů skončilo v poměru 6:4 v jeho neprospěch. Poruba se tak rozhodla zůstat ve 2. lize.
Finanční potíže před začátkem soutěže nastaly nováčkovi východní skupiny HC Orlová, klub nepodpořil městské zastupitelstvo dotací 400 tisíc korun. Zájem o druholigovou licenci má opět Karviná. Orlovský klub nesehnal potřebné finance, 9. srpna 2017 tak odstoupil z druhé ligy. Východní skupina má tak sedm klubů, které budou hrát sedmikolově, aby tak zachovaly systém na 42 utkání pro každý tým.

## Přehled účastníků
Skupina Západ: HC Děčín, HC Vlci Jablonec nad Nisou, HC Vrchlabí, HC BAK Trutnov, HC Draci Bílina, HC Kobra Praha, HC Řisuty, HC Letci Letňany, HC Rodos Dvůr Králové nad Labem, HC Baník Sokolov, HC Most.
Skupina Střed: HC Lední Medvědi Pelhřimov, SKLH Žďár nad Sázavou, BK Havlíčkův Brod, SC Kolín, NED Hockey Nymburk, HC Tábor, IHC Písek, HC Moravské Budějovice 2005, HC Klatovy, HC David Servis České Budějovice.
Skupina Východ: HK Nový Jičín, HC RT Torax Poruba, HC Slezan Opava, HC Tatra Kopřivnice, HC Bobři Valašské Meziříčí, Draci Šumperk, SHK Hodonín.

## Západ

### Základní část
| Vysvětlivka                   |
| ----------------------------- |
| Postup do osmifinále play off |
| Tým vyřazen                   |
| Skupina o udržení ve 2. lize  |

| Poř. | Tým                             | Z  | V  | VP | PP | P  | VG  | OG  | B  |
| ---- | ------------------------------- | -- | -- | -- | -- | -- | --- | --- | -- |
| 1.   | HC Baník Sokolov                | 40 | 28 | 2  | 0  | 10 | 186 | 124 | 88 |
| 2.   | HC Vlci Jablonec nad Nisou      | 40 | 25 | 1  | 2  | 12 | 170 | 117 | 79 |
| 3.   | HC Stadion Vrchlabí             | 40 | 24 | 1  | 2  | 13 | 178 | 140 | 76 |
| 4.   | HC Děčín                        | 40 | 23 | 2  | 3  | 12 | 166 | 134 | 76 |
| 5.   | HC BAK Trutnov                  | 40 | 20 | 6  | 0  | 14 | 143 | 107 | 72 |
| 6.   | HC Kobra Praha                  | 40 | 17 | 2  | 6  | 15 | 164 | 156 | 61 |
| 7.   | HC Draci Bílina                 | 40 | 15 | 0  | 5  | 20 | 153 | 185 | 50 |
| 8.   | HC RODOS Dvůr Králové nad Labem | 40 | 15 | 2  | 0  | 23 | 135 | 148 | 49 |
| 9.   | HC Letci Letňany                | 40 | 14 | 1  | 2  | 23 | 146 | 160 | 46 |
| 10.  | HC Řisuty                       | 40 | 12 | 4  | 1  | 23 | 131 | 165 | 45 |
| 11.  | HC Most                         | 40 | 5  | 1  | 1  | 33 | 65  | 201 | 18 |

- Most 9. prosince 2017 odstoupil ze soutěže, přičemž zbytek jeho zápasů byl automaticky kontumován ve prospěch jeho soupeřů.

## Střed

### Základní část
| Vysvětlivka                   |
| ----------------------------- |
| Postup do osmifinále play off |
| Tým vyřazen                   |
| Skupina o udržení ve 2. lize  |

| Poř. | Tým                              | Z  | V  | VP | PP | P  | VG  | OG  | B  |
| ---- | -------------------------------- | -- | -- | -- | -- | -- | --- | --- | -- |
| 1.   | BK Havlíčkův Brod                | 36 | 23 | 4  | 2  | 7  | 188 | 105 | 79 |
| 2.   | SKLH Žďár nad Sázavou            | 36 | 22 | 3  | 2  | 9  | 166 | 119 | 74 |
| 3.   | SC Kolín                         | 36 | 19 | 3  | 3  | 11 | 122 | 95  | 66 |
| 4.   | HC Moravské Budějovice 2005      | 36 | 19 | 3  | 1  | 13 | 146 | 116 | 64 |
| 5.   | HC Tábor                         | 36 | 17 | 2  | 2  | 15 | 113 | 115 | 57 |
| 6.   | NED Hockey Nymburk               | 36 | 13 | 2  | 7  | 14 | 124 | 122 | 50 |
| 7.   | HC Klatovy                       | 36 | 13 | 3  | 4  | 16 | 123 | 157 | 49 |
| 8.   | HC David Servis České Budějovice | 36 | 12 | 4  | 3  | 17 | 127 | 139 | 47 |
| 9.   | HC Lední Medvědi Pelhřimov       | 36 | 10 | 1  | 1  | 24 | 121 | 183 | 33 |
| 10.  | IHC Písek                        | 36 | 6  | 1  | 1  | 28 | 84  | 163 | 21 |

## Společné play off skupin střed a západ

### Osmifinále - skupina západ

#### Sokolov (1.) - Dvůr Králové nad Labem (8.)
- HC Baník Sokolov - HC RODOS Dvůr Králové nad Labem 9:2 (3:0, 2:1, 4:1)
- HC RODOS Dvůr Králové nad Labem - HC Baník Sokolov 1:5 (0:1, 1:3, 0:1)
- HC Baník Sokolov - HC RODOS Dvůr Králové nad Labem 2:3 (0:1, 1:1, 1:1)
- HC RODOS Dvůr Králové nad Labem - HC Baník Sokolov 1:4 (1:1, 0:3, 0:0)
- Konečný stav série 3:1 na zápasy pro HC Baník Sokolov.

#### Jablonec nad Nisou (2.) - Bílina (7.)
- HC Vlci Jablonec nad Nisou - HC Draci Bílina 6:5pp (3:3, 1:1, 1:1 - 1:0)
- HC Draci Bílina - HC Vlci Jablonec nad Nisou 6:5pp (0:1, 1:3, 4:1 - 1:0)
- HC Vlci Jablonec nad Nisou - HC Draci Bílina 3:1 (1:0, 0:0, 2:1)
- HC Draci Bílina - HC Vlci Jablonec nad Nisou 4:6 (0:2, 1:2, 3:2)
- Konečný stav série 3:1 na zápasy pro HC Vlci Jablonec nad Nisou.

#### Vrchlabí (3.) - Kobra Praha (6.)
- HC Stadion Vrchlabí - HC Kobra Praha 8:2 (2:0, 2:2, 4:0)
- HC Kobra Praha - HC Stadion Vrchlabí 7:2 (1:1, 3:0, 3:1)
- HC Stadion Vrchlabí - HC Kobra Praha 6:1 (2:1, 0:0, 4:0)
- HC Kobra Praha - HC Stadion Vrchlabí 2:5 (1:1, 0:1, 1:3)
- Konečný stav série 3:1 na zápasy pro HC Stadion Vrchlabí.

#### Děčín (4.) - Trutnov (5.)
- HC Děčín - HC BAK Trutnov 3:2 (1:1, 1:1, 1:0)
- HC BAK Trutnov - HC Děčín 3:2np (1:2 0:0 1:0 - 0:0)
- HC Děčín - HC BAK Trutnov 6:1 (3:0, 1:1, 2:0)
- HC BAK Trutnov - HC Děčín 3:4pp (2:1, 0:0, 1:2 - 0:1)
- Konečný stav série 3:1 na zápasy pro HC Děčín.

### Osmifinále - skupina střed

#### Havlíčkův Brod (1.) - České Budějovice (8.)
- BK Havlíčkův Brod - HC David Servis České Budějovice 5:3 (2:1, 2:0, 1:2)
- HC David Servis České Budějovice - BK Havlíčkův Brod 2:5 (1:3, 0:1, 1:1)
- BK Havlíčkův Brod - HC David Servis České Budějovice 7:4 (2:2, 3:1, 2:1)
- Konečný stav série 3:0 na zápasy pro BK Havlíčkův Brod.

#### Žďár nad Sázavou (2.) - Klatovy (7.)
- SKLH Žďár nad Sázavou - HC Klatovy 6:5pp (1:2, 2:1, 2:2 - 1:0)
- HC Klatovy - SKLH Žďár nad Sázavou 5:6np (2:2 1:0, 2:3 - 0:0)
- SKLH Žďár nad Sázavou - HC Klatovy 5:3 (2:1, 2:0, 1:2)
- Konečný stav série 3:0 na zápasy pro SKLH Žďár nad Sázavou.

#### Kolín (3.) - Nymburk (6.)
- SC Kolín - NED Hockey Nymburk 2:1pp (0:0, 1:0, 0:1 -1:0)
- NED Hockey Nymburk - SC Kolín 1:0pp (0:0, 0:0, 0:0 - 1:0)
- SC Kolín - NED Hockey Nymburk 5:2 (2:1, 1:0, 2:1)
- NED Hockey Nymburk - SC Kolín 1:5 (1:2, 0:1, 0:2)
- Konečný stav série 3:1 na zápasy pro SC Kolín.

#### Moravské Budějovice (4.) - Tábor (5.)
- HC Moravské Budějovice 2005 - HC Tábor 4:1 (1:0, 3:1, 0:0)
- HC Tábor - HC Moravské Budějovice 2005 1:3 (0:2, 1:0, 0:1)
- HC Moravské Budějovice 2005 - HC Tábor 5:4pp (2:2, 1:1, 1:1)
- Konečný stav série 3:0 na zápasy pro HC Moravské Budějovice 2005.

### Společná tabulka postupujících do čtvrtfinále
1. HC Baník Sokolov - 2,200

2. BK Havlíčkův Brod - 2,194

3. SKLH Žďár nad Sázavou - 2,056

4. HC Vlci Jablonec nad Nisou - 1,975

5. HC Stadion Vrchlabí - 1,900

6. SC Kolín - 1,833

7. HC Děčín - 1,900

8. HC Moravské Budějovice 2005 - 1,778
- Týmy byly seřazeny podle umístění ve své skupině a následně průměrného počtu bodů na zápas v základní části.

### Čtvrtfinále

#### Sokolov (1.Z) - Moravské Budějovice (4.S)
- HC Baník Sokolov - HC Moravské Budějovice 2005 3:1 (1:0, 1:1, 1:0)
- HC Moravské Budějovice 2005 - HC Baník Sokolov 1:0 (0:0, 1:0, 0:0)
- HC Baník Sokolov - HC Moravské Budějovice 2005 3:4 PP (2:1, 0:1, 1:1 - 0:1)
- HC Moravské Budějovice 2005 - HC Baník Sokolov 3:2 PP (0:0, 0:1, 2:1 - 1:0)
- Konečný stav série 1:3 na zápasy pro HC Moravské Budějovice 2005.

#### Havlíčkův Brod (1.S) - Děčín (4.Z)
- BK Havlíčkův Brod - HC Děčín 5:1 (1:0, 2:1, 2:0)
- HC Děčín - BK Havlíčkův Brod 3:5 (0:2, 3:1, 0:2)
- BK Havlíčkův Brod - HC Děčín 3:2 PP (0:0, 1:1, 1:1 - 1:0)
- Konečný stav série 3:0 na zápasy pro BK Havlíčkův Brod.

#### Žďár nad Sázavou (2.S) - Kolín (3.S)
- SKLH Žďár nad Sázavou - SC Kolín 6:2 (2:1, 2:1, 2:0)
- SC Kolín - SKLH Žďár nad Sázavou 1:2 SN (0:0, 1:0, 0:1 - 0:0)
- SKLH Žďár nad Sázavou - SC Kolín 4:3 PP (1:2, 1:1, 1:0 - 1:0)
- Konečný stav série 3:0 na zápasy pro SKLH Žďár nad Sázavou.

#### Jablonec nad Nisou (2.Z) - Vrchlabí (3.Z)
- HC Vlci Jablonec nad Nisou - HC Stadion Vrchlabí 6:2 (1:0, 2:2, 3:0)
- HC Stadion Vrchlabí - HC Vlci Jablonec nad Nisou 4:1 (0:0, 1:0, 3:1)
- HC Vlci Jablonec nad Nisou - HC Stadion Vrchlabí 4:2 (0:2, 1:0, 3:0)
- HC Stadion Vrchlabí - HC Vlci Jablonec nad Nisou 0:3 (0:1, 0:0, 0:2)
- Konečný stav série 3:1 na zápasy pro HC Vlci Jablonec nad Nisou.

### Semifinále

#### Havlíčkův Brod (1.S) - Moravské Budějovice (4.S)
- BK Havlíčkův Brod - HC Moravské Budějovice 2005 3:2 (0:1, 1:0, 2:1)
- HC Moravské Budějovice 2005 - BK Havlíčkův Brod 4:5 (2:2, 1:3, 1:0)
- BK Havlíčkův Brod - HC Moravské Budějovice 2005 4:3 PP (0:1, 2:2, 1:0 - 1:0)
- Konečný stav série 3:0 na zápasy pro BK Havlíčkův Brod, který tak postoupil do kvalifikace o 1. ligu.

#### Žďár nad Sázavou (2.S) - Jablonec nad Nisou (2.Z)
- SKLH Žďár nad Sázavou - HC Vlci Jablonec nad Nisou 6:4 (4:1, 0:2, 2:1)
- HC Vlci Jablonec nad Nisou - SKLH Žďár nad Sázavou 5:3 (0:0, 1:1, 4:2)
- SKLH Žďár nad Sázavou - HC Vlci Jablonec nad Nisou 4:6 (0:2, 2:2, 2:2)
- HC Vlci Jablonec nad Nisou - SKLH Žďár nad Sázavou 4:2 (0:0, 1:0, 3:2)
- Konečný stav série 3:1 na zápasy pro HC Vlci Jablonec nad Nisou, který tak postoupil do kvalifikace o 1. ligu.

## Východ

### Základní část
| Vysvětlivka                   |
| ----------------------------- |
| Postup do semifinále play off |
| Postup do předkola play off   |
| Skupina o udržení ve 2. lize  |

| Poř. | Tým                        | Z  | V  | VP | PP | P  | VG  | OG  | B  |
| ---- | -------------------------- | -- | -- | -- | -- | -- | --- | --- | -- |
| 1.   | HC RT Torax Poruba         | 42 | 26 | 4  | 1  | 11 | 192 | 118 | 87 |
| 2.   | SHK Hodonín                | 42 | 26 | 1  | 3  | 12 | 183 | 130 | 83 |
| 3.   | Draci Šumperk              | 42 | 23 | 2  | 2  | 15 | 181 | 118 | 75 |
| 4.   | HC Bobři Valašské Meziříčí | 42 | 15 | 4  | 2  | 21 | 134 | 150 | 55 |
| 5.   | HK Nový Jičín              | 42 | 16 | 2  | 3  | 21 | 126 | 147 | 55 |
| 6.   | HC Tatra Kopřivnice        | 42 | 13 | 6  | 2  | 21 | 126 | 169 | 53 |
| 7.   | HC Slezan Opava            | 42 | 9  | 0  | 6  | 27 | 114 | 209 | 33 |

### Play off

#### Předkolo

##### Šumperk (3.) - Kopřivnice (6.)
- Draci Šumperk - HC Tatra Kopřivnice 6:0 (1:0, 2:0, 3:0)
- HC Tatra Kopřivnice - Draci Šumperk 3:2 (0:1, 2:0, 1:1)
- Draci Šumperk - HC Tatra Kopřivnice 5:1 (1:0, 2:0, 2:1)
- HC Tatra Kopřivnice - Draci Šumperk 3:2sn (1:0, 1:0, 0:2 - 0:0)
- Draci Šumperk - HC Tatra Kopřivnice 5:2 (3:1, 1:1, 1:0)
- Konečný stav série 3:2 na zápasy pro Draci Šumperk.

##### Valašské Meziříčí (4.) - Nový Jičín (5.)
- HC Bobři Valašské Meziříčí - HK Nový Jičín 4:0 (1:0, 0:0, 3:0)
- HK Nový Jičín - HC Bobři Valašské Meziříčí 0:1 (0:0, 0:1, 0:0)
- HC Bobři Valašské Meziříčí - HK Nový Jičín 5:2 (1:0, 3:1, 1:1)
- Konečný stav série 3:0 na zápasy pro HC Bobři Valašské Meziříčí.

#### Semifinále

##### Poruba (1.) - Valašské Meziříčí (4.)
- HC RT Torax Poruba - HC Bobři Valašské Meziříčí 4:5 PP (0:2, 2:1, 2:1 - 0:1)
- HC Bobři Valašské Meziříčí - HC RT Torax Poruba 3:6 (1:1, 0:2, 2:3)
- HC RT Torax Poruba - HC Bobři Valašské Meziříčí 4:3 PP (0:0, 1:1, 2:2 - 1:0)
- HC Bobři Valašské Meziříčí - HC RT Torax Poruba 2:0 (0:0, 1:0, 1:0)
- HC RT Torax Poruba - HC Bobři Valašské Meziříčí 6:3 (0:1, 3:1, 3:1)
- Konečný stav série 3:2 na zápasy pro HC RT Torax Poruba.

##### Hodonín (2.) - Šumperk (3.)
- SHK Hodonín - Draci Šumperk 5:1 (2:0, 2:0, 1:1)
- Draci Šumperk - SHK Hodonín 6:2 (1:0, 4:0, 1:2)
- SHK Hodonín - Draci Šumperk 4:3 (1:0, 2:1, 1:2)
- Draci Šumperk - SHK Hodonín 7:5 (4:2, 3:1, 0:2)
- SHK Hodonín - Draci Šumperk 0:3 (0:2, 0:0, 0:1)
- Konečný stav série 2:3 na zápasy pro tým Draci Šumperk.

#### Finále

##### Poruba (1.) - Šumperk (3.)
- HC RT Torax Poruba - Draci Šumperk 4:3 PP (0:1, 2:1, 1:1 - 1:0)
- Draci Šumperk - HC RT Torax Poruba 1:5 (0:1, 0:1, 1:3)
- HC RT Torax Poruba - Draci Šumperk 2:1 (0:0, 1:0, 1:1)
- Konečný stav série 3:0 na zápasy pro tým HC RT Torax Poruba, který tak postoupil do kvalifikace o 1. ligu.

## Skupina o udržení
| Vysvětlivka                 |
| --------------------------- |
| Tým se udržel               |
| Sestup do krajského přeboru |

| Poř. | Tým             | Z | V | VP | PP | P | VG | OG | B |
| ---- | --------------- | - | - | -- | -- | - | -- | -- | - |
| 1.   | IHC Písek       | 0 | 0 | 0  | 0  | 0 | 0  | 0  | 0 |
| 2.   | HC Slezan Opava | 0 | 0 | 0  | 0  | 0 | 0  | 0  | 0 |
| 3.   | HC Most         | 0 | 0 | 0  | 0  | 0 | 0  | 0  | 0 |

- Skupina o udržení se nehrála, protože v průběhu ročníku odstoupil HC Most a stal se tak sestupujícím.

## Kvalifikace o postup do 2. ligy
Kvalifikace se z důvodu nízkého počtu přihlášených týmů nehrála. Do příštího ročníku se tak kvalifikovaly oba přihlášené týmy a to Mostečtí lvi (přeborník Ústeckého krajského přeboru) a HC Studénka (přeborník Moravskoslezského krajského přeboru).